# Pedersöre
Pedersöre (pełna fińska nazwa: Pedersören kunta, dawniej Pedersören maalaiskunta) – gmina w Finlandii, położona w zachodniej części kraju, należąca do regionu Ostrobotnia. Centrum administracyjnym gminy jest Bennäs (fiń. Pännäinen), w którym znajduje się również stacja kolejowa, zaś największą pod względem liczby ludności miejscowością jest Esse.
Liczba ludności gminy wynosiła w 2014 roku 11 060 osób. Ponad 90% z nich jest szwedzkojęzyczna, podczas gdy niecałe 9% używa fińskiego jako pierwszego języka.
Poza Bennäs i Esse, głównymi miejscowościami są Kållby, Edsevö, Ytteresse i Purmo.